# کلخوران ویند
کلخوران ویند روستایی است که در استان اردبیل، شهرستان سرعین، بخش مرکزی، دهستان آب‌گرم قرار دارد.

## جمعیت
بر اساس سرشماری سال ۱۳۸۵ جمعیت این روستا ۴۴۷ نفر با ۱۱۵ خانوار بوده‌است.